# Route 317 (Québec)
Pour les articles homonymes, voir Route 317.
La route 317 (R-317) est une route régionale québécoise d'orientation nord / sud située sur la rive nord du fleuve Saint-Laurent. Elle dessert la région administrative de l'Outaouais.

## Tracé
L'extrémité sud de la route 317 se trouve à Thurso aux abords de la rivière des Outaouais sur la route 148. Elle se termine 35 kilomètres au nord-est à Ripon sur la route 321.

## Localités traversées (du sud au nord)
Liste des municipalités dont le territoire est traversé par la route 317, regroupées par municipalité régionale de comté.

### Outaouais
Papineau
- Thurso
- Lochaber
- Saint-Sixte
- Ripon

## Intersections majeures
| MRC      | Municipalité | km    | Destinations                                       | Notes                |
| -------- | ------------ | ----- | -------------------------------------------------- | -------------------- |
| Papineau | Thurso       | 0,00  | R-148 – Gatineau, Papineauville                    |                      |
| Papineau | Thurso       | 3,80  | A-50 – Gatineau, Montréal                          | Sortie 187 de l'A-50 |
| Papineau | Ripon        | 35,30 | R-321 – Chénéville, Lac-Simon, Saint-André-Avellin |                      |
|          |              |       |                                                    |                      |